# 別所晋
別所 晋（べっしょ しん、1986年9月9日 - ）は、日本の俳優。千葉県出身。身長185cm。仕事所属。

## 来歴・人物
2011年、仲代達矢主催の俳優養成所「無名塾」入塾（28期生）。2012年、舞台『ホブソンズ・チョイス』で初舞台。
以降、無名塾公演をはじめ、外部出演では鐘下辰男など様々な演出家らの公演に出演している。映画・テレビ・舞台など幅広く活躍している。
特技はバスケットボール。

## 出演

### 映画
- 仲代達矢〜役者を生きる（2014年）
- 「NORIN TEN-農の神と呼ばれた男・稲塚権次郎物語-」（2015年）

### 舞台
無名塾公演
- 「ホブソンズ・チョイス」2012（丹野郁弓演出）
- 「無明長夜」2012（鐘下辰男演出)
- 「ウイリアム・シェイクスピア」2013（杉本凌士演出）
- 「ロミオとジュリエット」2013（高瀬久男演出）
- 「野鴨」2019（笹部博司演出）[3]

外部出演
- 「仁義なきタイタス・アンドロニカス」2014年（木村龍之介演出）
- 演劇企画集団THEガジラ「ルル」2015年（鐘下辰男）
- カクシンハン「ジュリアス・シーザー」（2016年1月20日〜1月27日、池袋Big Tree Theater）
- ツチプロ「青」（2016年9月21日〜10月2日、下北沢OFF・OFFシアター）[4]
- 若松孝二生誕80年祭特別企画 舞台版「実録・連合赤軍あさま山荘への道程」（2017年3月 @SPACE雑遊）
- カクシンハン「薔薇戦争　WARS OF THE ROSES」（2019年7月25日〜8月12日、東京・シアター風姿花伝）[5]

## 執筆
演劇企画集団THEガジラ「ルル」

## その他
- 仲代達矢役者を生きる舞台挨拶（2014年）